# بویانت (بایان‌اولگی)
شهرستان بویانت (به زبان مغولی: Буянт сум، [Bujant sum]؛ ᠪᠤᠶ᠋ᠠᠨᠲᠤ ᠰᠤᠮᠤ، [buyantu sumu])(به زبان قزاقی: Бұянт сұмыны، بۇيانت سۇمىنى‎) یک شهرستان (سُوم) در مغولستان است که در استان بایان-اولگی واقع شده‌است. بویانت ۱٬۸۴۵٫۶۷ کیلومتر مربع مساحت و ۲٬۸۳۵ نفر جمعیت دارد.

## تقسیمات اداری
شهرستان بویانت متشکل از ۴ قصبه (باغ) می‌باشد، شامل:
- اومنوغول
  - (مغولی: Өмнө гол баг، [Ömnö gol bag]؛ ᠡᠮᠦᠨᠡ ᠭᠣᠣᠯ ᠪᠠᠭ، [emüne ɣoul baɣ])
  - (قزاقی: Өмні қол бағы، ٴومنى قۇل باعى‎)
- خوخ‌اِرِگ (کوک‌اِرِگ)
  - (مغولی: Хөх эрэг баг، [Xöx ereg bag]؛ ᠬᠥᠬᠡ ᠡᠷᠭᠢ ᠪᠠᠭ، [köke ergi baɣ])
  - (قزاقی: Көк ерег бағы، كوك ەرەگ باعى‎)
- خولچوت (گولشوت)
  - (مغولی: Хөлцөөт баг، [Xölcööt bag]؛ ᠬᠥᠯᠴᠠᠭᠡᠲᠤ ᠪᠠᠭ، [qölčegetɣ baɣ])
  - (قزاقی: Гөлшүт бағы، گولشۇت باعى‎)
- شارتوخویت (ساری‌توغایت)
  - (مغولی: Шар тохойт баг، [Šar toxojt bag]؛ ᠰᠢᠷ᠎ᠠ ᠲᠣᠬᠤᠶᠢᠲᠤ ᠪᠠᠭ، [šir-a toquyitu baɣ])
  - (قزاقی: Сары тоғайт бағы، سارى توعايت باعى‎)